# Adam Kubert
Pour les articles homonymes, voir Kubert.
Adam Kubert, né le 6 octobre 1959 à Boonton (New Jersey) est un auteur américain de comic books. Il est le fils de Joe Kubert et le frère d'Andy Kubert, eux aussi dessinateurs.

## Biographie
Adam Kubert, naît le 6 octobre 1959 à Boonton dans le (New Jersey). Il est diplômé de l'Institut de technologie de Rochester en section illustration médicale. Il suit aussi les cours de l'école de son père, la Joe Kubert School of Cartoon and Graphic Art. À la sortie de cette école, il est engagé par DC Comics  où il encre Batman vs. Predator dessiné par son frère Andy. Par la suite il dessine pour Marvel Comics de nombreuses séries comme Ghost Rider, Wolverine, Hulk, X-Men, etc. Parallèlement il est professeur à l'école de Joe Kubert .

## Publications
Il a aussi participé aux séries  : Clash, Jonny Quest, etc.

## Prix et récompenses
- 1992 : prix Eisner du meilleur encreur pour Batman versus Predator